# 大分県立杵築高等学校
大分県立杵築高等学校（おおいたけんりつ きつきこうとうがっこう）は、大分県杵築市大字本庄にある県立高等学校。全日制課程・普通科のみの学校である。通称は「杵高」（きっこう）。

## 設置学科
- 普通科

## 沿革
1897年（明治30年）に創立された大分尋常中学校杵築分校（後に大分県杵築中学校として独立した後、大分県立杵築中学校に改名）と、1908年（明治41年）に創立された杵築町外4カ村組合立女子実業補習学校（後に大分県に移管され県立杵築高等女学校と改名）の両校を母体とする。1948年（昭和23年）の学制改革により、両校を統合した大分県立杵築高等学校となる。

### 年表

#### 大分県立杵築中学校
- 1897年（明治30年）4月1日 - 大分尋常中学校杵築分校として設立（養徳寺仮校舎）[1][2]
- 1899年（明治32年）3月28日 - 若宮の新校舎が落成し、移転
- 1900年（明治33年）4月1日 - 大分県杵築中学校として独立
- 1901年（明治34年）9月1日 - 大分県立杵築中学校に改名
- 1908年（明治41年）10月1日 - 十王台の新校舎に移転

#### 大分県立杵築高等女学校
- 1908年（明治41年）4月5日 - 杵築町外4カ村組合立女子実業補習学校として創立（校舎は杵築小学校のものだった）
- 1911年（明治44年）4月1日 - 町村組合立杵築実科高等女学校に改名
- 1921年（大正10年）4月18日 - 組合立大分県杵築高等女学校に改名
- 1927年（昭和2年）4月1日 - 大分県立杵築高等女学校に改名

#### 大分県立杵築高等学校
- 1948年（昭和23年）
  - 4月1日 - 学制改革により、大分県立杵築中学校と大分県立杵築高等女学校とを統合して、大分県立杵築高等学校発足。第一部として旧杵築中学校を、第二部として杵築高等女学校を置く
  - 9月1日 - 第一部に定時制を置く
- 1949年（昭和24年）4月1日 - 第一部を十王校舎、第二部を錦城校舎と改名
- 1951年（昭和26年）3月30日 - 十王校舎に錦城校舎を統合。農業科を宗近に移す（宗近分校）
- 1955年（昭和30年）4月1日 - 宗近分校の農業科を十王校舎に併合。職業課程として商業課程を開設
- 1957年（昭和32年）
  - 3月31日 - 農業科廃止。
  - 4月1日 - 定時制（宗近校舎）を十王校舎に併合
- 1958年（昭和33年）2月4日 - 宗近校舎を杵築市に払い下げ
- 1961年（昭和36年）3月31日 - 商業課程を廃止
- 1964年（昭和39年）3月31日 - 定時制課程を廃止
- 1997年（平成9年）9月27日 - 創立100周年記念式典・記念行事を挙行
- 2012年（平成24年）8月 - 第94回全国高等学校野球選手権大会に初出場（8月9日に初戦）
- 2017年（平成29年）10月2日 - 創立120周年記念式典・記念講演を挙行

## 教育方針
- 校訓
  - 尚学
  - 剛健
  - 真摯
  - 向上
- スクールモットー
  - 文武両道の達成

## 学校行事
- 十王祭(9月)
  - 文化祭
  - 体育祭
- 如月祭(1月)

## 生徒会活動・部活動など

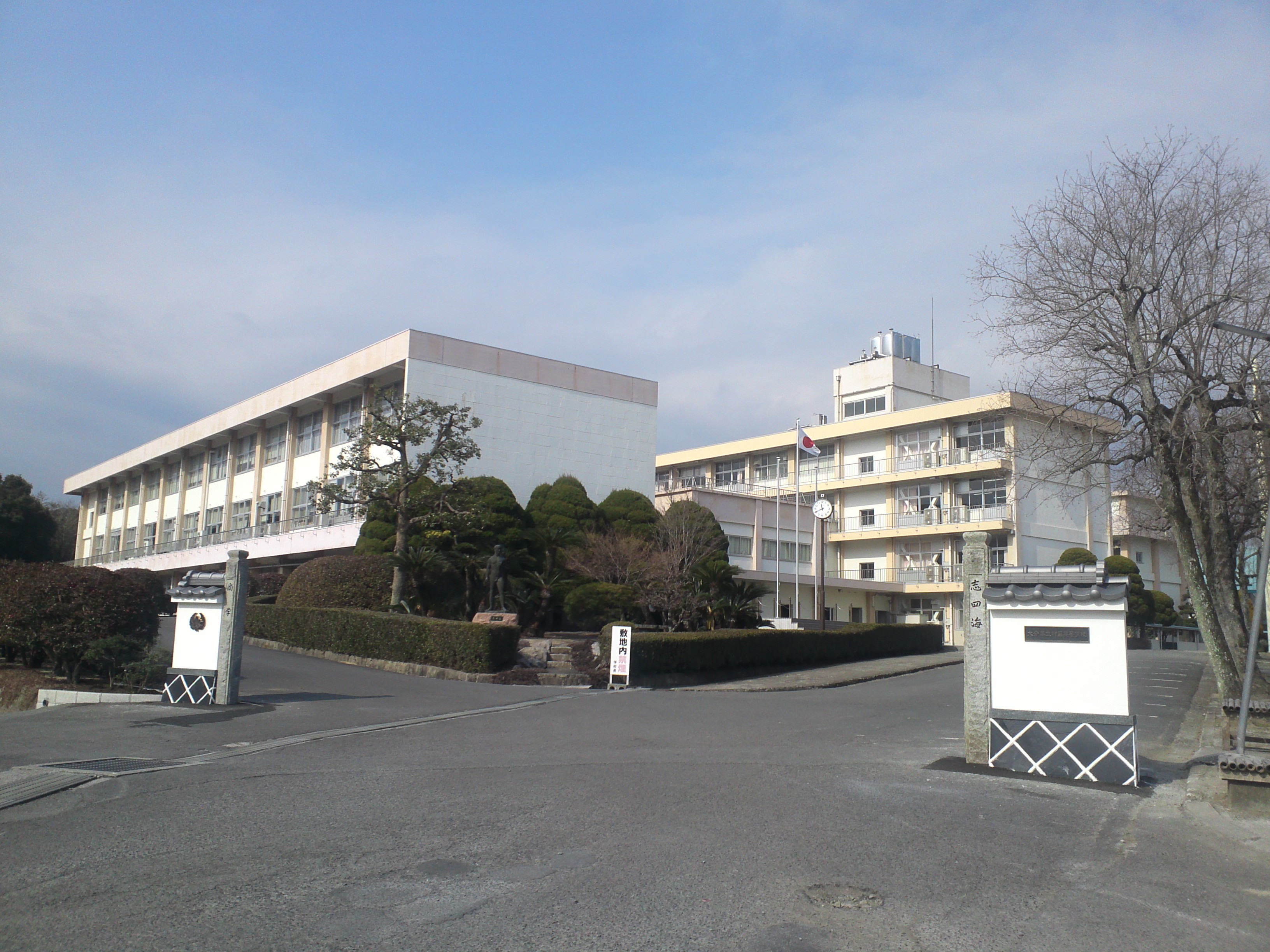
2010年正門を設置

2012年に行われた第94回全国高等学校野球選手権大会に野球部が春・夏通じて初の甲子園出場を果たしている。

## 著名な出身者
- 重光葵 - 外交官・元外務大臣
- 豊田副武 - 海軍大将・連合艦隊司令長官・軍令部総長
- 吉良俊一 - 海軍中将
- 堀悌吉 - 海軍中将
- 佐野学 - 社会主義思想家
- 末綱恕一 - 数学者・東大教授
- 藤波収 - 北海道電力初代会長、電源開発総裁
- 佐藤廣士 - 元神戸製鋼所社長
- 小野浩 - 大分交通会長
- 帯刀将人 - 元大分県副知事
- 佐藤文生 - 元郵政大臣
- 石田徳 - 元杵築市長
- 八坂恭介 - 元杵築市長
- 永松悟 - 杵築市長
- 福富孝治 - 北海道大学教授
- 丸毛信勝 - 昆虫学者、ゴルフ場設計者
- 清原正博 - TBSアナウンサー
- 甲斐扶佐義 - 写真家
- 手島知佳 - 柔道家

## 同窓会
十王会

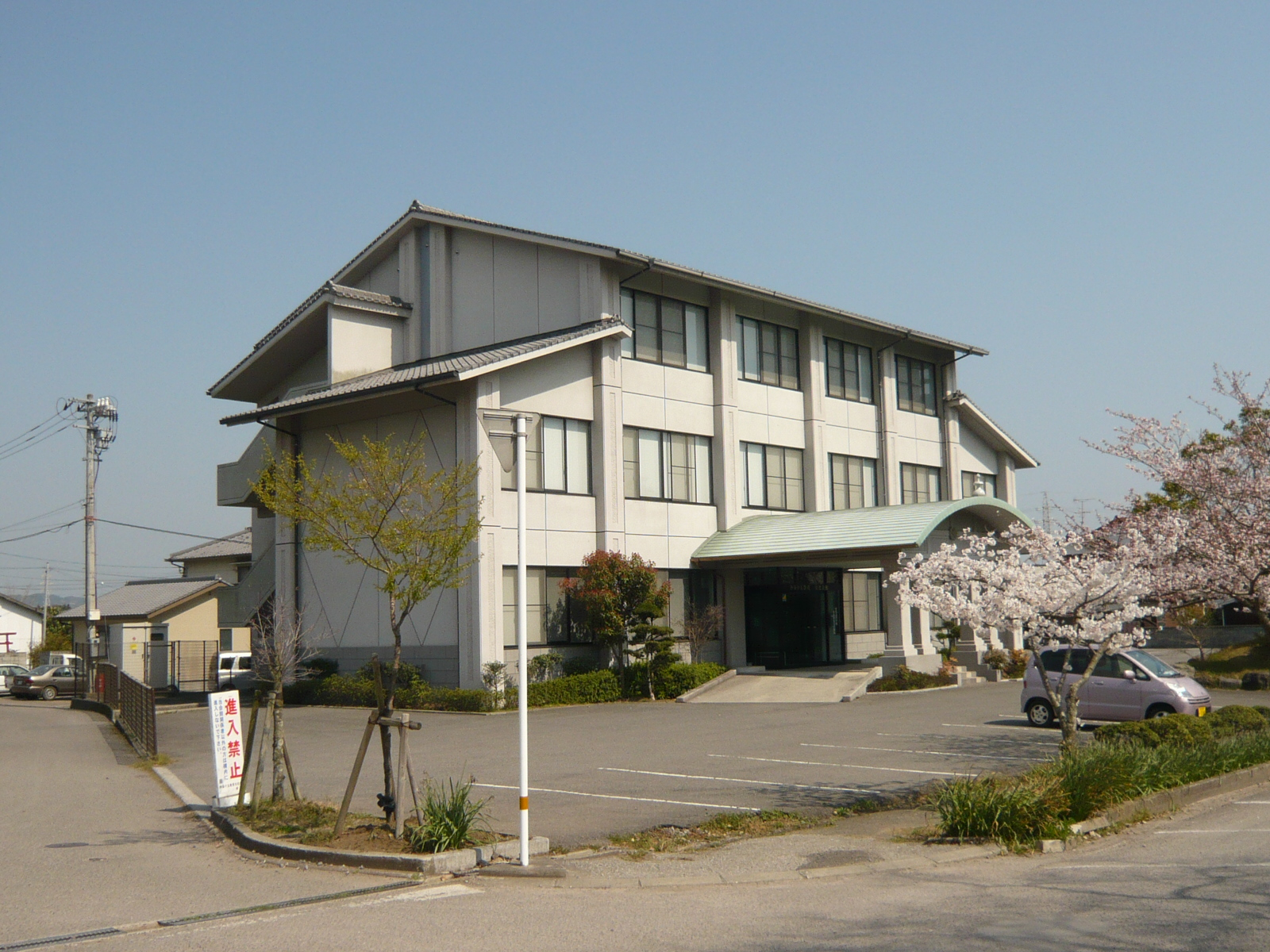
杵築十王教育文化会館

- 〒873-0002　大分県杵築市南杵築2288　杵築十王教育文化会館内
杵築十王教育文化会館は、創立100周年記念事業として、同窓生の寄付により建てられた3階建ての建物である。内部には資料展示室の他、和風の茶室や会議室などがある。同窓生のみならず、在校生も利用している。